# ADA-Aktionen der Avantgarde
ADA-Aktionen der Avantgarde war eine Veranstaltung, die erstmals vom 9. September bis 3. Oktober 1973 in West-Berlin stattfand.
Vom Neuer Berliner Kunstverein (NBK) in Zusammenarbeit mit dem DAAD und den Berliner Festspielen organisiert, fanden Aktionen, Happenings und Ausstellungen statt. Maßgeblich war der Kurator des Neuen Berliner Kunstvereins, Jörn Merkert, sowie Ursula Prinz, Wolf Kahlen und Wolf Vostell für die Konzeption der Veranstaltung verantwortlich. Die beteiligten Künstler waren Robert Filliou, Taka Iimura, Allan Kaprow, Mario Merz, Wolf Kahlen und Wolf Vostell.
ADA 2 fand vom 26. September bis 30. September 1974 mit der Teilnahme von Amelith, Daniel Buren, Rafael Canogar, Jochen Gerz, Ekkat Kaemmerling, Edward Kienholz, Jannis Kounellis, Wolf Kahlen und Wolf Vostell statt.